# 粵港澳大灣區建設督導委員會
粵港澳大灣區建設督導委員會是一個將會成立的香港特別行政區政府機構，負責全面統籌香港參與粵港澳大灣區的建設工作，制定目標、政策措施和工作計劃等。委員會由行政長官擔任主席，成員包括所有司局長在內的政府主要官員。
行政長官林鄭月娥在2018年度施政報告中，公布會成立一個高層次的「粵港澳大灣區建設督導委員會」，由其親自領導。此外，政府亦會在政制及內地事務局成立「粵港澳大灣區發展辦公室」作為支援部門，並開設「發展專員」職位。